# Agylla sericea
Agylla sericea är en fjärilsart som beskrevs av Druce 1885. Agylla sericea ingår i släktet Agylla och familjen björnspinnare. Inga underarter finns listade i Catalogue of Life.